# 1.FCウニオン・ベルリン
1. FCウニオン・ベルリン（ドイツ語: 1. FC Union Berlin）は、ドイツの首都ベルリンを本拠地とするサッカークラブ。旧西ベルリンのヘルタBSCと異なり、旧東ドイツ地区のクラブである。東ドイツ時代は1部と2部を往復することが多く、カップ戦で1度の優勝、1度の準優勝を果たした。ドイツ再統一後もカップ戦で準優勝を1度経験している。

## 歴史
母体となるクラブ「FCオリンピア・オーバーシェーネヴァイデ」は1906年にベルリン南東郊外のオーバーシェーネヴァイデ地区で結成された。1909/1910年のシーズンよりSCウニオン・オーバーシェーネヴァイデ（SC Union Oberschöneweide）と名乗っている。
1922-23シーズンでドイツ選手権決勝まで進んだがハンブルガーSVに0-3で敗れた。当時は同じベルリン市内のヘルタ・ベルリンも強豪で1920年代にドイツ選手権を2度制している。
第二次世界大戦後、オーバーシェーネヴァイデ地区は東ベルリンの一部となった。東ドイツ政府の主導でサッカークラブの再編が行われ、オーバーシェーネヴァイデは他のクラブとの合併を強いられ改名と改組を繰り返した。現在のクラブである「1.FCウニオン・ベルリン」は1966年に発足した。東ドイツ時代に、1967年-68シーズンのカップ戦（FDGB-Pokal）で優勝したのが、クラブ史に残る輝かしい記録である。1985-86シーズンのカップ戦（FDGB-Pokal）でも決勝にまで進出したが、1. FCロコモティフ・ライプツィヒ に敗れて準優勝に終わった。リーグ戦（DDRオーバーリーガ、東ドイツの1部リーグ）では、1970年の5位が最高位であった。
1990年の東西ドイツ再統一後は、スポンサー難などに苦しみ、旧西ドイツのヘルタ・ベルリンが躍進するかたわらで低迷を続けた。しかし、2000-01のシーズンは、ウニオン・ベルリンにとって記念すべきものとなった。カップ戦（DFB-Pokal）において、レギオナルリーガ（3部）のクラブでありながら決勝まで進出を果たし、シャルケ04に1対4で敗れたものの、クラブの潜在的な実力を示すことになった。同年には、レギオナルリーガで優勝を果たし、ブンデスリーガ2部へと昇格を果たした。
2001-02のシーズンには6位につけたが、翌年の不振から3部へ、さらに4部へと降格してしまった。2006年、オーバーリーガ（4部）の優勝を決めてレギオナルリーガへと復帰した。2008年、新設されたブンデスリーガ3部に所属することになったが、残り3節を残した時点で優勝を決め、2部に昇格した。2018-19のシーズンは3位で、VfBシュトゥットガルトとの入れ替え戦に出場し、2試合合計2-2 (アウェーゴール 2-0) の末に勝利して史上初めての1部昇格が決定した。
2019-20シーズン、ウニオンベルリンにとって1部リーグ初勝利はブンデスリーガ第3節ドルトムント戦で、3-1で勝利した。
初の1部でのシーズンは11位で残留。2020-21シーズンは7位、2021-22シーズンは5位で終了し初のUEFAヨーロッパリーグ出場が決定。2022-23シーズンは4位で終え、初のUEFAチャンピオンズリーグ出場権を得た。ライバルのヘルタ・ベルリンが2部降格など低迷する一方で躍進した。
2023-24シーズンは一転してリーグで苦戦を強いられ、9連敗を喫するなど一時は最下位に転落する。プレーオフ圏の16位で迎え、自動降格の可能性を残した最終節のフライブルク戦、後半40分に堂安律のゴールで同点に追いつかれるも、後半ATにPKの跳ね返りをヤニク・ハベラーが押し込み勝利。15位に浮上し劇的残留を果たす。
2024年12月24日に行われたボーフム戦にて、観客席からライターが投げ込まれ、ボーフムのパトリック・ドレウェスに直撃する事件が起きた。試合は中断し、約30分後には再開され試合終了したが、ボーフムはこの試合再開の裁定に対してドイツサッカー連盟スポーツ裁判所へ訴えを起こし、2025年1月9日にはスポーツ裁判所が2-0でボーフムの勝利と認定した。ウニオン・ベルリン側はこのスポーツ裁判所の認定に対して異議申し立てを行う事を表明している。

## タイトル

### 国内タイトル
- 3. リーガ :1回
  - 2008-09
- FDGBポカール :1回
  - 1968
- ブランデンブルク選手権 :2回
  - 1920, 1923

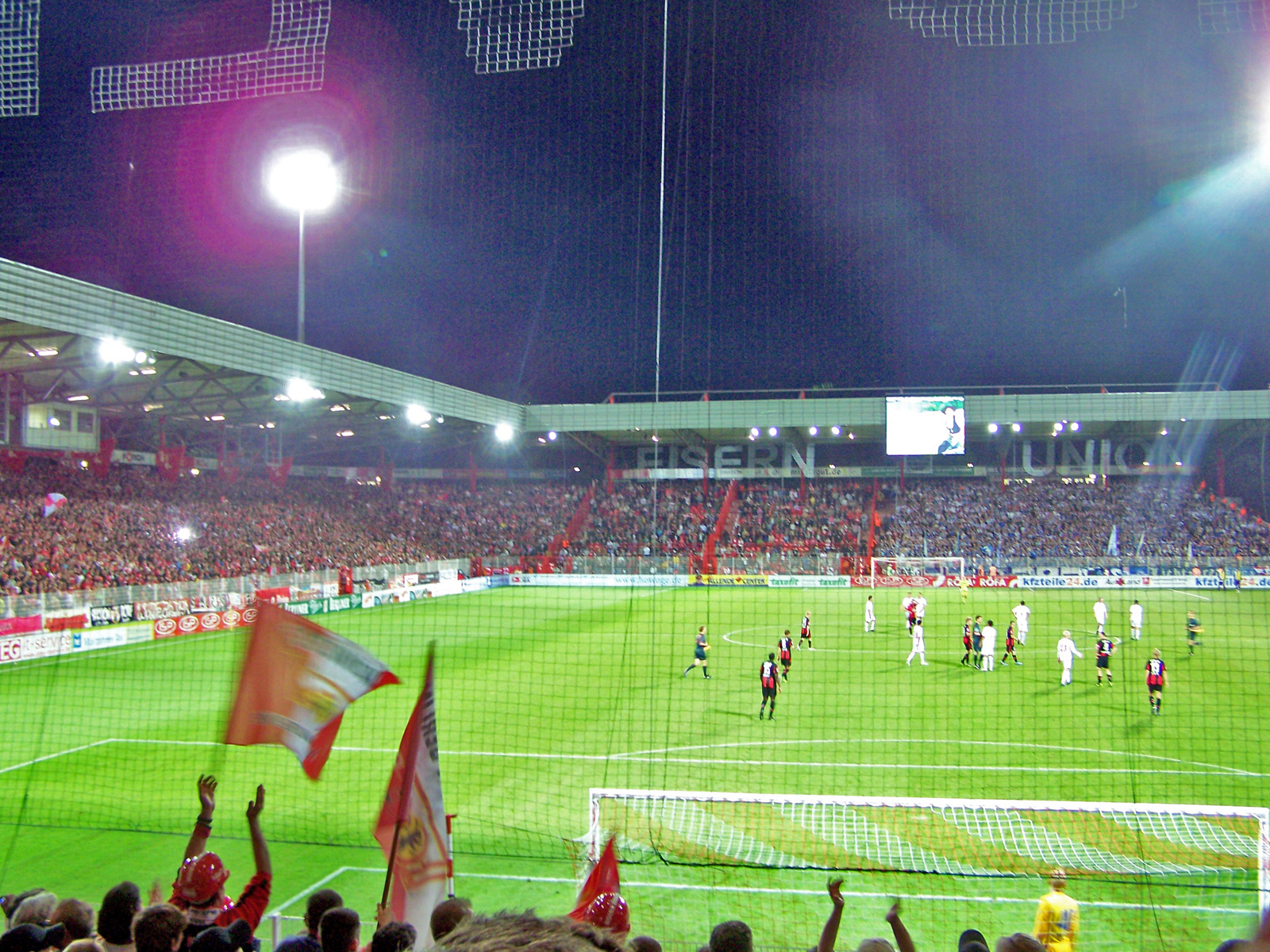
スタジアムの風景

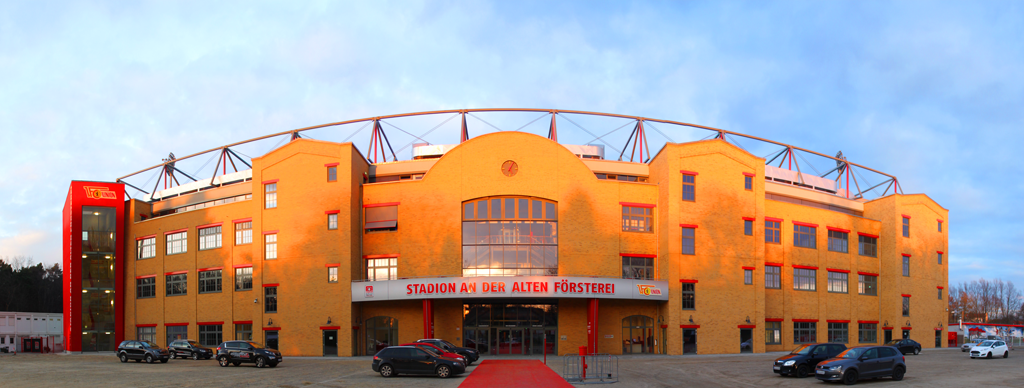
スタジアムの風景

- ガウリーガ・ベルリン＝ブランデンブルク :1回
  - 1940
- オーバーリーガ・ベルリン :1回
  - 1948
- ベルリナー・ランデスポカール :5回
  - 1947, 1948, 1994, 2007, 2009

### 国際タイトル
なし

## 過去の成績
| シーズン | リーグ            | リーグ | リーグ | リーグ | リーグ | リーグ | リーグ | リーグ | リーグ | DFBポカール  |
| シーズン | ディビジョン      | 試     | 勝     | 分     | 敗     | 得     | 失     | 点     | 順位   | DFBポカール  |
| -------- | ----------------- | ------ | ------ | ------ | ------ | ------ | ------ | ------ | ------ | ------------ |
| 2000-01  | レギオナルリーガ  | 36     | 21     | 10     | 5      | 62     | 23     | 73     | 1位    | 準優勝       |
| 2001-02  | ブンデスリーガ2部 | 34     | 16     | 8      | 10     | 61     | 41     | 56     | 6位    | ベスト16     |
| 2002-03  | ブンデスリーガ2部 | 34     | 10     | 15     | 9      | 36     | 48     | 45     | 9位    | 2回戦敗退    |
| 2003-04  | ブンデスリーガ2部 | 34     | 8      | 9      | 17     | 43     | 53     | 33     | 17位   | 2回戦敗退    |
| 2004-05  | レギオナルリーガ  | 36     | 6      | 9      | 21     | 32     | 50     | 27     | 19位   | 1回戦敗退    |
| 2005-06  | オーバーリーガ    | 30     | 21     | 6      | 3      | 73     | 22     | 69     | 1位    |              |
| 2006-07  | レギオナルリーガ  | 36     | 13     | 9      | 14     | 45     | 39     | 48     | 12位   |              |
| 2007-08  | レギオナルリーガ  | 36     | 17     | 9      | 10     | 67     | 49     | 60     | 4位    | 1回戦敗退    |
| 2008-09  | 3. リーガ         | 38     | 22     | 12     | 4      | 59     | 23     | 78     | 1位    |              |
| 2009-10  | ブンデスリーガ2部 | 34     | 11     | 11     | 12     | 42     | 45     | 44     | 12位   | 1回戦敗退    |
| 2010-11  | ブンデスリーガ2部 | 34     | 11     | 9      | 14     | 39     | 45     | 42     | 11位   | 1回戦敗退    |
| 2011-12  | ブンデスリーガ2部 | 34     | 14     | 6      | 14     | 55     | 58     | 48     | 7位    | 1回戦敗退    |
| 2012-13  | ブンデスリーガ2部 | 34     | 13     | 10     | 11     | 50     | 49     | 49     | 7位    | 2回戦敗退    |
| 2013-14  | ブンデスリーガ2部 | 34     | 11     | 11     | 12     | 48     | 47     | 44     | 9位    | 3回戦敗退    |
| 2014–15  | ブンデスリーガ2部 | 34     | 12     | 11     | 11     | 46     | 51     | 47     | 7位    | 1回戦敗退    |
| 2015-16  | ブンデスリーガ2部 | 34     | 13     | 10     | 11     | 56     | 50     | 49     | 6位    | 1回戦敗退    |
| 2016-17  | ブンデスリーガ2部 | 34     | 18     | 6      | 10     | 51     | 39     | 60     | 4位    | 2回戦敗退    |
| 2017-18  | ブンデスリーガ2部 | 34     | 12     | 11     | 11     | 54     | 46     | 47     | 8位    | 2回戦敗退    |
| 2018-19  | ブンデスリーガ2部 | 34     | 14     | 15     | 5      | 54     | 33     | 57     | 3位    | 2回戦敗退    |
| 2019-20  | ブンデスリーガ1部 | 34     | 12     | 5      | 17     | 41     | 58     | 41     | 11位   | 準々決勝敗退 |
| 2020-21  | ブンデスリーガ1部 | 34     | 12     | 14     | 8      | 50     | 43     | 50     | 7位    | 2回戦敗退    |
| 2021-22  | ブンデスリーガ1部 | 34     | 16     | 9      | 9      | 50     | 44     | 57     | 5位    | 準決勝敗退   |
| 2022-23  | ブンデスリーガ1部 | 34     | 18     | 8      | 8      | 51     | 38     | 62     | 4位    | 準々決勝敗退 |
| 2023-24  | ブンデスリーガ1部 | 34     | 9      | 6      | 19     | 33     | 58     | 33     | 15位   | 2回戦敗退    |
| 2024-25  | ブンデスリーガ1部 | 34     | 10     | 10     | 14     | 35     | 51     | 40     | 13位   | 2回戦敗退    |

## 欧州の成績
| シーズン | 大会                                | ラウンド       | 対戦相手           | ホーム | アウェー | 合計 |  |
| -------- | ----------------------------------- | -------------- | ------------------ | ------ | -------- | ---- |  |
| 2001-02  | UEFAカップ                          | 1回戦          | ハカ               | 3-0    | 1-1      | 4-1  |  |
| 2001-02  | UEFAカップ                          | 2回戦          | ロヴェチ           | 0-2    | 0-0      | 0-2  |  |
| 2021-22  | UEFAヨーロッパ カンファレンスリーグ | プレーオフ     | KuPS               | 0-0    | 4-0      | 4-0  |  |
| 2021-22  | UEFAヨーロッパ カンファレンスリーグ | グループE      | スラヴィア・プラハ | 1-1    | 1-3      | 3位  |  |
| 2021-22  | UEFAヨーロッパ カンファレンスリーグ | グループE      | フェイエノールト   | 1-2    | 1-3      | 3位  |  |
| 2021-22  | UEFAヨーロッパ カンファレンスリーグ | グループE      | マッカビ・ハイファ | 3-0    | 1-0      | 3位  |  |
| 2022-23  | UEFAヨーロッパリーグ                | グループD      | ユニオンSG         | 0-1    | 1-0      | 2位  |  |
| 2022-23  | UEFAヨーロッパリーグ                | グループD      | ブラガ             | 1-0    | 0-1      | 2位  |  |
| 2022-23  | UEFAヨーロッパリーグ                | グループD      | マルメ             | 1-0    | 1-0      | 2位  |  |
| 2022-23  | UEFAヨーロッパリーグ                | 決勝プレーオフ | アヤックス         | 3-0    | 0-0      | 3-0  |  |
| 2022-23  | UEFAヨーロッパリーグ                | ラウンド16     | ユニオンSG         | 3-3    | 0-3      | 3-6  |  |
| 2023-24  | UEFAチャンピオンズリーグ            | グループC      | レアル・マドリード | 2-3    | 0-1      | 4位  |  |
| 2023-24  | UEFAチャンピオンズリーグ            | グループC      | ブラガ             | 2-3    | 1-1      | 4位  |  |
| 2023-24  | UEFAチャンピオンズリーグ            | グループC      | ナポリ             | 0-1    | 1-1      | 4位  |  |

## 現所属メンバー
2023-24シーズン 基本フォーメーション（3-5-2）
2025年8月7日現在
注：選手の国籍表記はFIFAの定めた代表資格ルールに基づく。
| No. | Pos. |                | 選手名                         |
| --- | ---- | -------------- | ------------------------------ |
| 1   | GK   | デンマーク     | フレデリク・レノウ             |
| 3   | DF   | ドイツ         | アンドリック・マルクグラーフ   |
| 4   | DF   | ポルトガル     | ディオゴ・レイテ               |
| 5   | DF   | オランダ       | ダニーリョ・ドゥーヒ ()        |
| 6   | MF   | ドイツ         | アルヨシャ・ケムライン         |
| 7   | FW   | スコットランド | オリヴァー・バーク             |
| 8   | MF   | ドイツ         | ラニ・ケディラ ()              |
| 9   | FW   | クロアチア     | リヴァン・ブルク               |
| 10  | FW   | ドイツ         | イリヤス・アンサー             |
| 11  | MF   | 大韓民国       | チョン・ウヨン                 |
| 12  | GK   | ドイツ         | ヤニク・ステイン               |
| 13  | MF   | ハンガリー     | シェーファー・アンドラーシュ ★ |
| 14  | DF   | オーストリア   | レオポルド・ケルフェルト       |
| 15  | DF   | ドイツ         | トム・ローテ                   |
| 17  | FW   | ドイツ         | デイヴィッド・プルー           |

| No. | Pos. |              | 選手名                          |
| --- | ---- | ------------ | ------------------------------- |
| 18  | DF   | クロアチア   | ヨシプ・ユラノヴィッチ          |
| 19  | MF   | ドイツ       | ヤニク・ハベラー                |
| 20  | MF   | スロバキア   | ラースロー・ベーネス            |
| 21  | MF   | ドイツ       | ティム・スカルケ                |
| 23  | FW   | セルビア     | アンドレイ・イリッチ            |
| 24  | MF   | デンマーク   | ロベルト・スコフ                |
| 25  | GK   | ドイツ       | カール・クラウス ()             |
| 27  | FW   | クロアチア   | マリン・リュビチッチ            |
| 28  | DF   | オーストリア | クリストファー・トリメル ()     |
| 29  | MF   | フランス     | リュカ・トゥザール              |
| 31  | GK   | ドイツ       | マテオ・ラーブ                  |
| 33  | MF   | チェコ       | アレックス・クラール            |
| 34  | DF   | フランス     | スタンリー・エンソキ ()         |
| 41  | DF   | ドイツ       | オルワセウン・オグベムディア () |

※括弧内の国旗はその他保有国籍、もしくは市民権、星印はEU圏外選手を示す。
監督
- ステフェン・バウムガルト（英語版）

### ローン移籍選手
in
注：選手の国籍表記はFIFAの定めた代表資格ルールに基づく。
| No. | Pos. |          | 選手名                                     |
| --- | ---- | -------- | ------------------------------------------ |
| 34  | DF   | フランス | スタンリー・エンソキ (ホッフェンハイム) () |

out
注：選手の国籍表記はFIFAの定めた代表資格ルールに基づく。
| No. | Pos. |  | 選手名 |
| --- | ---- |  | ------ |

## 歴代監督
| - ヴェルナー・シュヴェンツファイアー 1965-1969 - フリッツ・ゲディツケ 1969-1970 - ヘラルト・ジーガー 1970-1972 - ウルリッヒ・プリューフケ 1972-1974 - ディーター・フィーツ 1974-1975 - ハイニ・ブリュール 1975 - ハインツ・ヴェルナー 1976-1982 - ハリー・ニッパート 1982-1983 - カールハインツ・バーヴィック 1983-1984 - カール・シェフナー 1984-1987 - カルステン・ハイネ 1988-1990 - ゲルト・ストラッパート 1990 - ヴェルナー・ヴォイクト 1990-1992 - ゲルハルト・ケルナー 1992 | - フランク・パゲルスドルフ 1992-1994 - フランク・エンゲル 1994-1995 - ハンス・マイヤー 1995 - エックハルト・クラウツン 1995-1996 - フランク・ヴォーゲル 1996 - カルステン・ハイネ 1996-1997 - フランク・ヴォーゲル 1997 - インゴ・ヴェニガー 1998 - フリッツ・フクス 1998-1999 - ゲオルギ・ワシレフ 1999-2002 - ミロスラフ・ボタバ 2002-2004 - アレクサンダル・リスティッチ 2004 - フランク・ヴォルムート 2004 - ヴェルナー・ヴォイクト 2004 - フランク・リベラム 2004-2005 | - ゲオルギ・ワシレフ 2005-2006 - クリスティアン・シュライナー 2006-2007 - ウーヴェ・ノイハウス 2007-2014 - ノルベルト・デューヴェル 2014-2015 - サシャ・レヴァンドフスキ 2015-2016 - アンドレ・ホフシュナイダー 2016 - イェンス・ケラー 2016-2017 - アンドレ・ホフシュナイダー 2017-2018 - ウルス・フィッシャー 2018-2023 - ネナード・ビェリツァ 2023-2024 - マルコ・グロート 2024 - ボー・スヴェンソン 2024 |

## 歴代所属選手

### GK
- ラファウ・ギキエヴィツ 2018-2020

### DF
- マルコ・レーマー 1990-1997
- ダリオ・ダバツ 2003-2004
- ロベルト・プンチェツ 2012-2017
- クリストファー・トリメル 2014-
- エマヌエル・ポガテッツ 2016-2017
- クリストフ・シェスヴェンター 2017-2019
- 内田篤人 2017-2018.1
- ニコ・ギーセルマン 2020-2023

### MF
- ダミル・クレイラチ 2013-2018
- 遠藤渓太 2020.7-
- 原口元気 2021-2023

### FW
- セルゲイ・バルバレス 1993-1996
- ボビー・ウッド 2015-2016
- セバスティアン・アンデション 2018-2020